# Buikslotermeer
Buikslotermeer è un quartiere nello stadsdeel di Amsterdam-Noord, nella città di Amsterdam.
Per far spazio al quartiere fu prosciugato il lago Buikslotermeer, da qui il nome del quartiere.